# Tintorera (pel·lícula)
Tintorera és una pel·lícula mexicano-britànica de 1977 dirigida per René Cardona Jr. i protagonitzada per les actrius britàniques Susan George i Fiona Lewis i pels actors mexicans Hugo Stiglitz i Andrés García. Està basada en la novel·la del mateix títol del novel·lista, documentalista i oceanògraf Ramón Bravo, qui va estudiar l'espècie de tauró anomenada «tintorera» o «tauró tigre» (d'uns 5 metres de llarg) i va descobrir el fenomen dels taurons dormits prop d'Illa Mujeres.
La pel·lícula, juntament amb moltes altres pel·lícules de bèsties i monstres dels anys 70 i 80, és d'un caire similar a Tauró (dirigida per Steven Spielberg i estrenada per primera vegada en 1975), encara que no exactament igual. També es coneix a aquesta pel·lícula pel seu títol alternatiu Tintorera: Killer Shark. Quentin Tarantino va retre tribut a aquesta pel·lícula en el 8è Festival Internacional de Cinema de Morelia, mostrant una còpia de la seva col·lecció privada.

## Sinopsi
Esteban i Miguel són dos amics mexicans que es dediquen professionalment a la caça de taurons. Quan gaudeixen de vacances amb Gabriella i Patricia, dues xicotes angleses, comencen a parèixer a la platja cossos de banyistes mutilats. Un d'ells és el de Patricia. Aleshores els dos nois posposen les vacances per tal de caçar el tauró responsable de les mutilacions.

## Repartiment
- Susan George... Gabriella
- Hugo Stiglitz... Esteban (Steven)
- Andrés García... Miguel
- Fiona Lewis... Patricia
- Eleazar García...
- Roberto Guzmán... Colorado
- Jennifer Ashley... Kelly Madison
- Laura Lyons... Cynthia Madison

## Estrena
- Una versió en castellà sense talls (126 minuts) fou estrenada a Ciutat de Mèxic el 31 de març de 1977[7] i a la resta de Mèxic el 7 d'abril de 1977.[8]
- Versió amb talls per a altres països (85 minuts) es va estrenar a Estocolm el 10 d'agost de 1977 al "Festival Stockholm Sverige".[9][10]

## Dates d'estrena
Algunes dates del llançament internacional:
- 7 d'abril de 1977 a Mèxic (¡Tintorera!)[7]
- 10 d'agost de 1977 a Suècia (Tigerhajarna - havets marodörer)[10]
- 25 d'agost de 1977 a Itàlia (Tintorera: Lo squalo che uccide)[11]
- 16 de setembre de 1977 a Alemanya (Tintorera! Meeresungeheuer greifen an)[12]
- 7 de juny de 1978 als Estats Units (Tintorera: Killer Shark)[13][14]